# Belica (Osilnica)
Belica (Osilnica) is een plaats in Slovenië en maakt deel uit van de gemeente Osilnica in de NUTS-3-regio Jugovzhodna Slovenija. De plaats telde 6 inwoners op 1 januari 2020.